# Корджабулаг
Корджабулаг (азерб. Korcabulaq) — село у Лачинському районі Азербайджану. Село розташоване за 64 км на північний захід від районного центру, міста Лачина.
Біля села розташовані руїни церкви, фортеці та інших об'єктів культурної спадщини, які ще не достатньо вивчені.